# Enrico Mauri
Padre Enrico Mauri (Bosisio Parini, 26 ottobre 1883 – Sestri Levante, 10 maggio 1967) è stato un presbitero italiano originario dell'arcidiocesi di Milano, residente ed attivo a Sestri Levante per quasi cinquant'anni.
Ad inizio '900 diede vita, con Armida Barelli, alla Gioventù femminile di Azione Cattolica, fondò l'Associazione Madri e Vedove dei caduti della Prima guerra mondiale, l'Opera Madonnina del Grappa, l'istituto secolare femminile Oblate di Cristo Re ed il Centro di apostolato ascetico. Nel secondo dopoguerra, giungerà ad elaborare un'originale proposta di vita consacrata e di testimonianza cristiana nel mondo a partire dalla riflessione sulla nuzialità di Cristo con la Chiesa.

## Biografia

### Infanzia e adolescenza
Enrico Mauri, nato il 26 ottobre 1883 a Bosisio Parini, oggi in provincia di Lecco, perse giovanissimo entrambi i genitori e fu affidato alle cure di una famiglia di Albavilla, in provincia di Como; crebbe sotto la guida di don Giuseppe Villa e fu presto accompagnato a studi seminariali.
A tredici anni, nell'ottobre 1896, entrò nel "preseminario" di San Carlo in Domaso della diocesi di Como; nel 1897 ricevette la Cresima da monsignor Teodoro Valfrè, vescovo di Como. In questo stesso anno, su sollecitazione dei sacerdoti che lo seguivano, fece domanda per frequentare la seconda classe ginnasiale presso il seminario San Pietro Martire di Seveso, nell'arcidiocesi di Milano, dove compì l'intero ciclo di studi superiori. 

### Primi anni di sacerdozio
Il 13 giugno 1908 fu ordinato presbitero, nella cattedrale di Milano, dal cardinale Andrea Carlo Ferrari; il suo primo incarico fu però quello di segretario del vescovo di Bobbio, mons. Luigi Maria Marelli. Tale incarico terminò nel 1916.
Rientrato nell'arcidiocesi ambrosiana, padre Mauri divenne membro degli oblati dei Santi Ambrogio e Carlo e fu inviato come coadiutore presso la parrocchia di San Gregorio. A Milano fondò nel 1917 l'Associazione Madri e Vedove dei Caduti che, nel giro di pochi mesi, raccolse oltre 300.000 aderenti in tutta Italia; fu promotore, assieme ad Armida Barelli, della Gioventù femminile di Azione Cattolica, di cui divenne il primo assistente nazionale (sino al 1922).
Collaborò con personalità come don Giovanni Rossi, don Francesco Olgiati e padre Agostino Gemelli. Fu molto legato a papa Pio XI, che lo nominò direttore dell'Opera di San Pietro apostolo per il clero indigeno, carica che mantenne dal 1921 al 1929.

### L'Opera Madonnina del Grappa

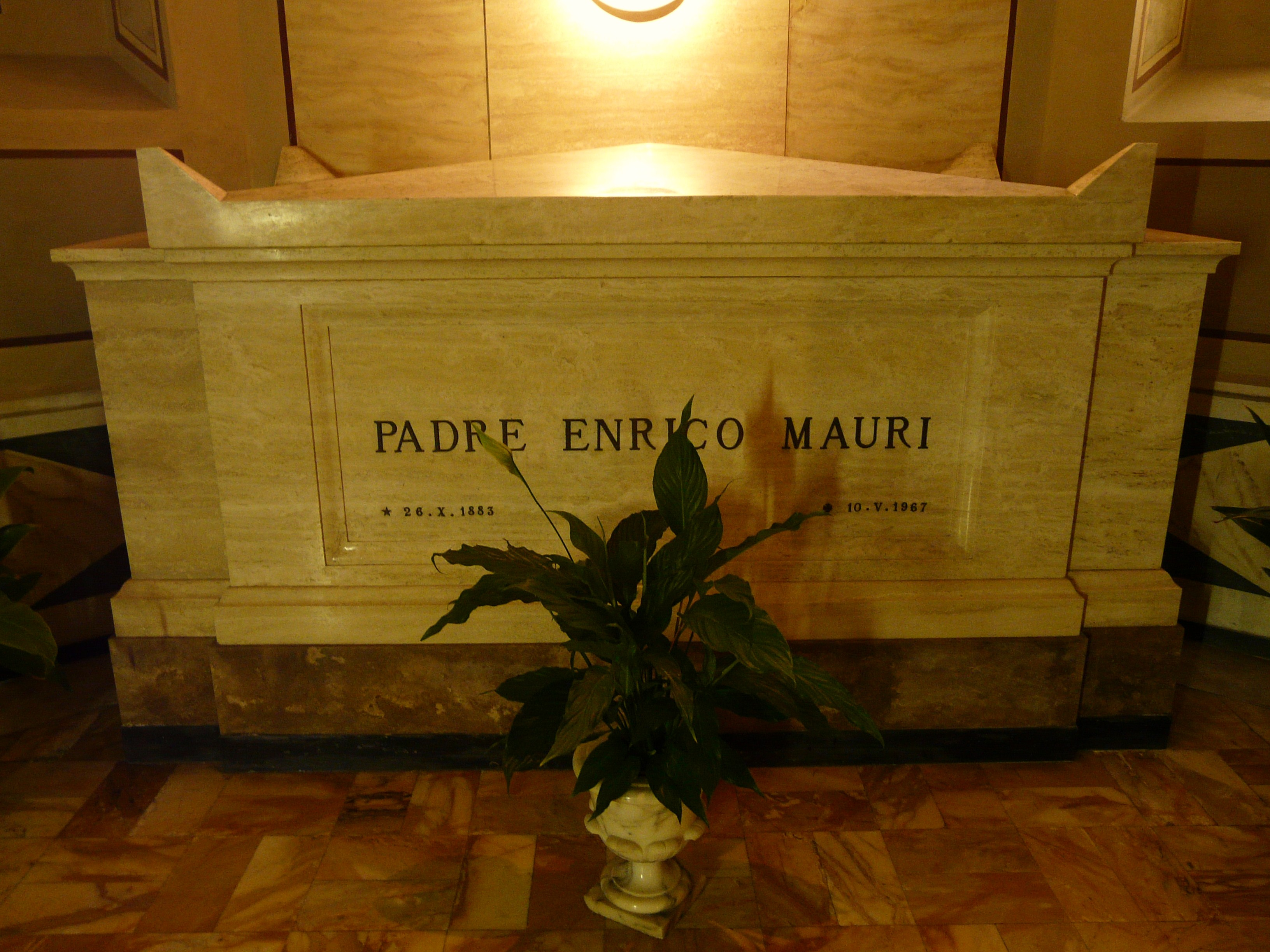
Tomba di padre Enrico Mauri, nella cripta del Santuario di Cristo Re.

Trasferitosi dal 1922 a Sestri Levante, vi fondò l'Opera Madonnina del Grappa, con l'intento iniziale di accogliere vedove ed orfani di guerra; per questi ultimi, avviò anche un percorso scolastico inferiore e gratuito, ed attività lavorative tramite una impresa tipografica.
Negli anni trenta, pose le basi per la nascita di quello che diverrà l'Istituto secolare delle Oblate di Cristo Re. Sempre a Sestri Levante, avviò un "Vivaio apostolico" per la formazione di sacerdoti che fossero, come lui, oblati al servizio della Chiesa universale. Tale esperimento, che porterà ad avere circa una cinquantina di giovani sacerdoti, si concluderà nel 1950. Il suo ministero sacerdotale, soprattutto dopo la fine della Seconda guerra mondiale, si indirizzò all'accompagnamento di vedove, nubili e spose cristiane.
Negli anni cinquanta fondò, sempre a Sestri Levante, il Centro di Apostolato ascetico con l'intento di costituire un centro per la formazione permanente di religiosi, sacerdoti e laici. In questo ambito, avviò una delle prime esperienze in Italia di pastorale per la famiglia.
Morì a Sestri Levante il 10 maggio 1967, all'età di 84 anni. È sepolto nella cripta del Santuario di Cristo Re, in Sestri Levante.

## Processo di canonizzazione
Nel 1996 venne avviato il processo canonico per il riconoscimento presso la Chiesa cattolica della sua santità; nel 2001, conclusasi positivamente la fase diocesana, padre Enrico Mauri è stato riconosciuto servo di Dio.
Il 21 maggio 2018 è stato promulgato il decreto della Congregazione per le cause dei santi con il quale è stata dichiarata l'eroicità delle virtù: padre Enrico Mauri assume il titolo di venerabile. Occorrerà ora il riconoscimento dell'autenticità di un miracolo attribuito alla sua intercessione perché il Santo Padre possa autorizzare la beatificazione.

## Opere
- E. Mauri, La voce del Padre. Circolari e note alle Oblate dal 1944 al 1967, Sestri Levante, 1969-1973. (4 volumi).
- E. Mauri, Il Grande Sacramento, Edizioni San Paolo, a cura di G. Bertella, Cinisello Balsamo, 1998.
- E. Mauri, Ascendere insieme al Signore. Catechesi nuziali, a cura di L. Diliberto, Editrice Ave, Roma, 2014.
- E. Mauri, La penna scorrerebbe senza arresto. Lettere circolari alle Oblate di Cristo Re (1944-1967), a cura di L. Diliberto, Editrice Ave, Roma, 2015.
- E. Mauri, Nel divenire del secolo nostro. Gli articoli su "La voce della Madonnina" (1927-1967), a cura di L. Diliberto, Editrice Ave, Roma, 2017.
- E. Mauri, Quando i sogni incalzano. Scritti dal 1908 al 1929, a cura di L. Diliberto, Editrice Ave, Roma, 2018.
- E. Mauri, Nessuno di noi è completo. Lettere di paternità spirituale (1934-1967), a cura di L. Diliberto, Editrice Ave, Roma, 2021.